# Flieger-Generalingenieur
Flieger-Generalingenieur (dobesedno nemško Letalski-Generalinženir; okrajšava: Fl Gen Ing) je bil generalski čin za pripadnika Inženirskega korpusa Luftwaffe (Ingenieurkorps der Luftwaffe), ki je bil v uporabi med letoma 1935 in 1940. Ustrezal je činu generalmajorja (v preostali Luftwaffe in Heeru).
Nadrejen je bil činu Flieger-Oberstingenieurja in podrejen činu Flieger-Generalstabsingenieurja.

## Oznaka čina
Oznaka čina, ki je bila enaka kot za preostale, razen da je bila podlaga roza barve, je bila sestavljena iz:
- naovratna oznaka čina je bila sestavljena iz: velikega zlatega hrastovega venca, znotraj katerega se je nahajal en par stiliziranih kril na beli podlagi, pri čemer je bila oznaka obrobljena z zlato vrvico;
- naramenska oznaka čina je bila sestavljena iz štirih prepletenih (zlatih in belih) vrvic, ki so bile pritrjene na rdečo podlago;
- narokavna oznaka čina (na zgornjem delu rokava) za bojno uniformo je bila sestavljena iz ene zlate črte, nad katero se je nahajal en par zlatih stiliziranih kril na modri podlagi.

Galerija
- Naovratna oznaka čina
- Osnovna naramenska oznaka čina
- Narokavna oznaka čina